# Uli Kusch
Ulrich Uli Kusch, född 11 mars 1967 i Aachen i Tyskland, är en tysk trumslagare, tidigare medlem i grupperna Gamma Ray (1990-1992), Helloween (1994-2001) och Masterplan (2001-2006).
Kusch blev under sin tid i Helloween en viktig låtskrivare för bandet. Han hoppade av Helloween tillsammans med gitarristen Roland Grapow år 2001 efter konflikter med gitarristen Michael Weikath.
Han lämnade Masterplan i oktober 2006 och har uttalat sig om att han numera kommer att koncentrera sig på sitt tidigare sidoprojekt, Beautiful Sin. Kusch har även bildat bandet Ride the Sky.
Efter ryggproblem tog Kusch uppehåll från Ride the Sky men återkom till musiken 2014 då han spelade in en skiva med Carnal Agony.

## Diskografi

### Holy Moses
- Finished with the Dogs (1987)
- The New Machine of Liechtenstein (1989)
- World Chaos (1990)

### Gamma Ray
- Heading for the East (Live video) (1990)
- Heaven Can Wait (EP) (1990)
- Sigh No More (1991)

### Axe La Chapelle
- Grab What You Can (1994)

### Helloween
- Master of the Rings (1994)
- The Time of the Oath (1996)
- High Live (Live video) (1996)
- Better Than Raw (1998)
- Metal Jukebox (1999)
- The Dark Ride (2000)
- Just a Little Sign (Single) (2003)

### Roland Grapow
- The Four Seasons of Life (1997)

### Sinner
- The End of Sanctuary (2000)

### Andra
- Circle of Fire (2002)

### Masterplan
- Enlighten Me EP (2002)
- Masterplan (2003)
- Back For My Life EP (2004)
- Aeronautics (2005)

### Over Us Eden
- Over Us Eden (Demo) (2003)
- Fahrenheit Zero (EP) (2003)

### Beautiful Sin
- The Unexpected (2006)

### Mekong Delta
- Lurking Fear (2007)

### Ride the Sky
- New Protection (2007)

### Mekong Delta
- Wanderer on the Edge of Time (2010)

### Symfonia
- In Paradisum (2011)

### Carnal Agony
- Preludes & Nocturnes (2014)

### Last Union
- "Most Beautiful Day" (2016)

### Majestica
- Above the Sky (2019)

### Ronnie Romero
- Raised on Heavy Radio (2023)